# Stasimopus mandelai
Stasimopus mandelai är en spindelart som beskrevs av Hendrixson och Bond 2004. Stasimopus mandelai ingår i släktet Stasimopus och familjen Ctenizidae. Inga underarter finns listade i Catalogue of Life.